# Akke Kumlien
Axel (Akke) Ragnar Kumlien [-liːn], född 3 april 1884 i Hedvig Eleonora församling i Stockholm, död 4 juni 1949 i Oscars församling i Stockholm, var en svensk målare, formgivare, typograf och författare.

## Biografi
Akke Kumlien blev filosofie licentiat 1914 och amanuens vid Nationalmuseum 1916. Han utgav diktsamlingarna Stigar och stråk (1905) och I exil (1913).
I sina landskapsmålningar visar han inflytande från Édouard Manet och impressionisterna. Han är bland annat representerad i Nationalmuseum, Norrköpings konstmuseum och Östersunds museum. Från 1924 verkade han som lärare i materiallära och måleriteknik vid Konsthögskolan. Han var lärare på Skolan för bok- och reklamkonst. En av hans elever var Ilon Wikland.
Akke Kumlien var en kunnig kalligraf. Han fungerade även som konstnärlig rådgivare vid P.A. Norstedt & Söner 1916–1949. Han formgav Svenskt Tenns emblem 1924. Även logotyperna för NK, Radiotjänst, Stockholms Auktionsverk och Sparbankens ek är det Kumlien som är upphovsman till.
År 2004 hölls en utställning av hans verk på Kungliga biblioteket i Stockholm. Han gjorde minnessedeln "Gustav V 90 år" som utgavs 1948 och förlagan till frimärket August Strindberg, vilket utgavs 1949-
Akke Kumlien är begravd på Norra begravningsplatsen utanför Stockholm.

## Monografier
- Bror Zachrisson: Akke Kumlien, book designer (1953)
- Gram, Magdalena; Kumlien Akke (1994). Bokkonstnären Akke Kumlien: tradition och modernitet, konstnärsidentitet och konstnärsroll. Stockholm: Norstedt. Libris 7156376. ISBN 91-1-932182-1
- Kumlien, Akke; Gram Magdalena, Persson Marie (2003). Målaren Akke Kumlien gästar Kungl. biblioteket: utställning, Kungl biblioteket 3 oktober 2003-17 januari 2004. Kungl. bibliotekets utställningskatalog, 0491-0567 ; 143. Stockholm: Kungl. bibl. Libris 9152900. ISBN 91-7000-219-3